# Fox Movies (Đông Nam Á)
FOX Movies là một kênh phim truyện của Châu Á sở hữu bởi Fox International Channels, các công ty con của tập đoàn 21st Century Fox.

## Lịch sử

Logo Fox Movies Premium từ 2012 đến 2017

Vào ngày 1 tháng 1 năm 2012, STAR Movies được nâng cấp thành kênh Fox Movies Premium phát sóng ở Hồng Kông và một số quốc gia Đông Nam Á.
Ngày 10 tháng 6 năm 2017, Fox Movies Premium và STAR Movies Phillpines được nâng cấp thành Fox Movies.
Ngày 1 tháng 11 năm 2017, STAR Movies Việt Nam được nâng cấp thành FOX Movies.
Vào ngày 27 tháng 4 năm 2021, hãng Disney thông báo rằng FOX Movies sẽ ngừng phát sóng cùng với các kênh khác thuộc sở hữu của hãng này (ngoại trừ National Geographic và National Geographic Wild) tại khu vực Đông Nam Á và Hong Kong vào ngày 1 tháng 10 năm 2021 sau 27 năm phát sóng.
Vào ngày 1/10/2021 trở đi, FOX Movies đã chính thức ngừng phát sóng tại khu vực Đông Nam Á (trong đó có Việt Nam) và Hong Kong vào khoảng 0h sáng (Thái Lan, Indonesia), 0h10 sáng (Việt Nam), 1h sáng (Hong Kong, Philippines, Malaysia) ngay sau khi chiếu xong phim ở khung giờ cuối cùng vào ngày 30/9/2021 có tên là Pacific Rim: Uprising, riêng tại Philippines là phim Happy Death Day.
Fox Movies sẽ dừng phát sóng tại Đài Loan vào ngày 1/1/2022, kênh sẽ đổi tên thành Star Movies Gold.
Vào ngày 15/8/2022, trang Facebook chính thức của FOX Movies đã bất ngờ được mở lại sau khi ngừng phát sóng vào ngày 1/10/2021, điều này khiến một số người cho rằng có thể page đã bị hack, nhưng cũng có một số người cho rằng đây là dấu hiệu của 3 kênh FOX Movies, FOX Action Movies và FOX Family Movies sẽ được hồi sinh và sẽ phát sóng tại các quốc gia hiện chưa có Disney+ (trong đó có Việt Nam).

## Tổng quan
FOX Movies phát sóng các phim có hợp đồng đầu tiên từ 20th Century Fox, Walt Disney, Metro Goldwyn Mayer, và Studio Canal các phim có hợp đồng phụ từ Columbia Pictures, Paramount Pictures, Universal Pictures, và Warner Bros. đối với các quốc gia FOX Movies Premium phát sóng. Kênh cũng phát sóng các phim từ các nhà phân phối khác như: Lions Gate Entertainment, Summit Entertainment và The Weinstein Company. Đây là một kênh phim truyện Hollywood với đối thủ cạnh tranh là kênh HBO Asia. Logo kênh tương tự như logo kênh HBO.
FOX Movies thường phát sóng các phim mới vào Thứ 2, Thứ 5 và Thứ 7 hàng tuần.
Từ tháng 9 năm 2020, FOX Movies Indonesia chính thức tách sóng khỏi FOX Movies khu vực Đông Nam Á cùng thời điểm dịch vụ Disney+ phát hành tại nước này.
Từ tháng 2 năm 2021, FOX Movies chính thức ngừng phát sóng các phim trực thuộc Disney và 20th Century Fox (được Disney đổi tên thành 20th Century Studios).
Từ tháng 10 năm 2021, FOX Movies chính thức ngừng phát sóng tại khu vực Đông Nam Á, Hồng Kông, Maldives và Đài Loan (Trung Quốc). Phim vào khung giờ cuối cùng vào ngày 30 tháng 9 năm 2021 mà kênh chiếu trước khi ngừng phát sóng từ ngày 1 tháng 10 năm 2021 trở đi là Pacific Rim: Uprising (Happy Death Day đối với riêng Philippines ở khu vực Đông Nam Á).

## Các kênh

### Fox Movies
Fox Movies được biết đến trước đây là kênh STAR Movies châu Á và Fox Movies Premium được hoạt động tại khu vực Đông Nam Á (trừ Việt Nam). Khác với STAR Movies trước đây, kênh thường dành thời lượng giới thiệu các bộ phim trước khi trình chiếu. Kênh không phát sóng các bộ phim không phù hợp dưới 18 tuổi trước 8 giờ tối.

### Fox Movies Play
Fox Movies Play được biết đến trước đây là kênh STAR Movies Theo Yêu Cầu và là một phiên bản của Fox Movies có mặt tại Singapore trên hệ thống Digital Cable Television Platform StarHub TV.

### Fox Movies HD
Fox Movies HD là kênh HD của Fox Movies
Vào ngày 1 tháng 1 năm 2012 STAR Movies HD được nâng cấp thành kênh Fox Movies Premium HD tại một số nước ở Châu Á đến ngày 10/6/2017, khi kênh này được chuyển sang kênh Fox Movies HD.
Các kênh của Fox Movies HD là:
- Fox Movies HD châu Á - Các chương trình phát sóng như kênh Fox Movies châu Á.
- Fox Movies HD Philippines - Các chương trình phát sóng như kênh Fox Movies Philippines
- Fox Movies HD Việt Nam - Các chương trình phát sóng như kênh Fox Movies châu Á HD
- Fox Movies HD Trung Đông - Các chương trình phát sóng như kênh Fox Movies Trung Đông

## Logo kênh